# Perros callejeros II
Perros callejeros 2: Busca y captura (1979) és una pel·lícula espanyola dirigida per José Antonio de la Loma i protagonitzada per Ángel Fernández Franco, àlies El Torete. Forma part del gènere cinematogràfic conegut com a cinema quinqui i és la segona part d'una trilogia. Seqüela de Perros callejeros (1977) i seguida per Perros callejeros III: Los últimos golpes de «El Torete» (1980).

## Sinopsi
Ángel, “El Torete”, és acusat injustament de participar en l'assassinat de l'empleat d'una gasolinera. Després d'entrar a la presó, i ajudat pels seus amics, reconstrueix els fets que són la seva coartada; però mentre està a la presó sofreix les conseqüències del terrible motí de “La Model" i possiblement va ser mort, atropellat per un Chrysler 150, quan va sortir de la presó.

## Repartiment
| Actor                    | Personatge       |
| ------------------------ | ---------------- |
| Ángel Fernández Franco   | Ángel            |
| Teresa Giménez           | Charo            |
| Reyes Poveda             | Tony             |
| José Febles              | El Chino         |
| Raúl Ramírez             | Fernando         |
| Agustí Villaronga        | Vicente          |
| Pep Corominas            | El Pijo          |
| Conrado Tortosa 'Pipper' | Julián           |
| Verónica Miriel          | Verónica         |
| Bernard Seray            | El Vaca          |
| Florencio Calpe          | El juez          |
| Basilio Fernández Franco | Basilio          |
| César Sánchez            | El Choto         |
| Carlos Lucena            | Inspector en Cap |
| Isabel Mestres           | Mari Carmen      |
| Amparo Moreno            | La Fina          |
| Grace Renat              | La Chelo         |